# 遙遠 (GReeeeN單曲)
《遙遠》（日语：遥か）是日本樂團GReeeeN第11張單曲，於2009年5月27日由NAYUTAWAVE RECORDS發行。

## 概要
單曲分為初回限定版和通常版，兩者均收錄了《遙遠》、《聲》和《向遙遠的那方 ~鋼琴版~》，初回限定版則收錄了通常版沒有的《遙遠》MV。單曲分別在兒童之日（5月5日）、母親節（5月10日）和父親節（6月21日）推出獻給兒童版本、獻給母親版本和獻給父親版本，讓人網上下載。單曲收錄於專輯《胡椒鹽》、精選輯《到現在為止是A面，還是B面！？》和《愛之歌3》。同時是GReeeN繼TBS電視台電視劇《教頭當家》主題曲《奇蹟》後，《遙遠》再次成為同系列東寶電影《教頭當家》的主題曲。此外，單曲獲meajyu和茉奈佳奈翻唱並收錄於專輯《雙人歌2》。

## 反應
在發賣首日，單曲在Oricon公信榜日榜以1.7萬張銷量位列第二，其後在週榜以6.3萬張銷量排第二位，次於嵐的《明日的記憶/Crazy Moon～妳·是·無敵的～》，年榜累計銷量14.4萬張，排第40位。
在RecoChoku2009年上半年排行榜中，GReeeeN憑單曲、前作《刹那》和《步伐》獲得最佳藝人獎，並且在歷代手機全曲付費下載榜中，累計下載次數排行第15位。
在iTunes Store2009年年榜中，單曲排行第一位，2010年則僅次於木村KAELA單曲《Butterfly》排第二位。
在RIAJ付費音樂下載榜中，單曲在手機全曲付費下載和手機片段下載部門均獲得百萬銷量認證。
在日本金唱片大獎，單曲獲選為年度歌曲和The Best 5歌曲。在2009年度JASRAC獎中，單曲排行第7位。同時，單曲在短編影片節MV Short部門中獲得提名。

## 歌曲列表
| 曲序 | 曲目                       |         | 作曲    |
| ---- | -------------------------- | ------- | ------- |
| 1.   | 遙遠 （）                  | GReeeeN | GReeeeN |
| 2.   | 聲 （）                    | GReeeeN | GReeeeN |
| 3.   | 向遙遠的那方 ~鋼琴版~ （遥か彼方へ 〜Piano Version〜） | GReeeeN | GReeeeN |